# Accident d'un Convair 340 à Pretoria
 (décembre 2024).
L'accident d'un Convair 340 à Pretoria s'est produit le 10 juillet 2018, lorsqu'un Convair 340, appartenant à Rovos Air et acquis récemment par le musée néerlandais de l'aviation, Aviodrome, s'est écrasé lors d'un vol d'essai à Pretoria, en Afrique du Sud. L'avion a subi un incendie sur un de ses moteurs, quelques instants après le décollage, et s'est écrasé dans une usine alors que l'équipage tentait de le ramener à l'aéroport de Prétoria-Wonderboom, causant la mort de 3 personnes, dont une au sol, ainsi que 26 blessés.

## Avion et équipage
L'appareil impliqué est un Convair 340, immatriculé ZS-BRV, qui a été initialement livré à l'US Air Force (USAF) en 1954. L'USAF l'a retiré du service en 1987, et l'appareil a été stocké pendant cinq ans avant sa conversion pour un usage civil et son exploitation par plusieurs sociétés, avant d'être finalement acquis par Rovos Air (la division aviation de la compagnie ferroviaire sud-africain Rovos Rail (en)), qui a commencé en utilisant l'avion pour des safaris de luxe en Afrique du Sud à partir de 2001.
Il a ensuite été retiré du service en 2009 et est resté en stock jusqu'en mai 2018, lorsque Rovos Air en a fait don au musée de l'aviation néerlandais. Le musée a fait restaurer et peindre l'avion aux couleurs de Martin's Air Charter, une compagnie charter des Pays-Bas, qui exploitait plusieurs Convair 340 dans les années 1950. Un plan de vol a été fait pour faire voler l'avion à destination des Pays-Bas, en traversant l'Afrique de l'Est et l'Europe centrale, au départ le 12 juillet.
L'avion transporte 16 passagers et dispose d'un équipage de trois personnes : deux pilotes et un mécanicien navigant, de nationalité sud-africaine.
Les deux pilotes sont australiens ; le commandant de bord est un instructeur de vol à la retraite, qui opérait sur Airbus A380 chez Qantas. Le copilote est également instructeur de vol sur  A380 au sein de la compagnie australienne.
Les deux hommes sont membres de la Société australienne de restauration de l'aviation historique (HARS) et ont déjà piloté un autre Convair de Rovos Air depuis le siège de l'HARS jusqu'à l'aéroport régional d'Illawarra, au sud de Sydney, en 2016. Chacun a plus de 30 ans d'expérience de vol sur divers types d'appareils.

## Accident
L'avion effectue un vol d'essai, en vue de son vol à destination des Pays-Bas. Peu de temps après le décollage, le moteur gauche de l'avion a commencé à dégager une épaisse fumée. Des images, prises de l'intérieur de l'avion, montrent que le moteur a commencé à vibrer et que des flammes s'échappent du moteur gauche.
Les pilotes ont immédiatement entamé un retour à l'aéroport d'origine, mais n'ont pas pu terminer la manœuvre et l'avion s'est écrasé dans une usine, située à environ 2 km de l'aéroport, vers 16h30. L'ingénieur de vol a été tué dans l'accident. Le commandant de bord a succombé à ses blessures environ 18 mois après l'accident. Au sol, on compte également une victime au sol parmi les ouvriers présents dans l'usine.

## Enquête
L'Autorité de l'Aviation civile sud-africaine (SACAA) a publié son rapport final le 28 août 2019. Dans le rapport, elle indique que la cause probable de l'accident est un mauvais entretien des moteurs et de multiples erreurs commises par des pilotes non qualifiés, notamment le fait de poursuivre le vol après que le moteur gauche a pris feu. Les premières indications de la panne du moteur ont été mal diagnostiquées par le personnel de maintenance, qui a estimé que cela provenait d'une mauvaise lecture des instruments de vol.